# Kärrbomossen (Tölö socken, Halland, 638237-127931)
Kärrbomossen är en sjö i Kungsbacka kommun i Halland och ingår i Kungsbackaåns huvudavrinningsområde.